# Блиск (телесеріал)
Блиск (англ. GLOW) — американський комедійно-драматичний телесеріал, створений Ліз Флахайв і Карлі Менш. Прем'єра серіалу відбулася на Netflix 23 червня 2017 року.

## Сюжет
У Лос-Анджелесі в 1985 році Рут Вайлдер, невідома актриса, намагається знайти собі роль на телебаченні чи кіно. На одному з прослуховувань, Рут чує про кастинг для жінок у маловідомому проєкті. Під час кастингу, виявляється, що режисер шукає жінок для зйомки жіночого реслінг-шоу GLOW.

## Акторський склад
- Елісон Брі — Рут «Zoya the Destroya» Вайлдер[4].
- Бетті Гілпін — Деббі «Liberty Belle» Еган[5].
- Сидель Ноель — Черрі «Junkchain»/«Black Magic» Банг[6].
- Брітні Янг — Кармен «Machu Picchu» Вейд[6].
- Марк Марон — Сем Сильвія[7].
- Брітт Барон — Джастін «Scab» Біагі[8].
- Кейт Неш — Ронда «Британіка» Річардсон[8].
- Гейл Ранкін — Шейла «the She Wolf»[9].
- Кіа Стівенс — Таммі «The Welfare Queen» Доусон[8].
- Джекі Тон — Мелані «Melrose» Росен[8].
- Суніта Мані — Арті «Beirut the Mad Bomber» Премкумар[8].
- Еллен Вонг — Дженні «Cookie Fortune» Чей[10].
- Кріс Лоуелл — Себастьян «Баш» Говард[11].

## Список сезонів
| Сезон   | Епізоди | Епізоди | Оригінальний випуск | Оригінальний випуск |
| ------- | ------- | ------- | ------------------- | ------------------- |
| Сезон 1 | 10      | 10      | 23 липня 2017       | 23 липня 2017       |
| Сезон 2 | 10      | 10      | 29 липня 2018       | 29 липня 2018       |
| Сезон 3 | 10      | 10      | 9 серпня 2019       | 9 серпня 2019       |